# Michał Giedrojć
Michał Giedrojć (Giedrojce, 1420 – Cracovia, 4 maggio 1485) è stato un religioso lituano della congregazione dei Canonici regolari della penitenza dei Beati Martiri.
Il 7 novembre 2018 papa Francesco gli ha formalmente riconosciuto il titolo di beato sulla base dell'esistenza di un culto ab immemorabili.

## Biografia
Proveniente da una nobile famiglia lituana, non si sa con certezza né il luogo di nascita e nemmeno la data, che tuttavia può essere collocata tra il 1420 e il 1425. Nella biografia latina del 1544, Giovanni di Trzciany afferma che i genitori di Michał possedevano un villaggio nei pressi di Vilnius, chiamato Giedrojcie, dove probabilmente nacque. Nonostante ciò, W. Bogacki dichiara che era nato nella città ereditaria di Widziniszki nel 1425.
Dal suo aspetto fisico, egli viene descritto come un uomo di bassa statura e di salute cagionevole e che nel periodo dell'infanzia soffriva di disabilità.
Inoltre dall'analisi delle sue reliquie e da ulteriori ricerche è emerso che possedeva una gamba più corta rispetto all'altra.
Nella sua giovinezza già si sentiva mosso da una profonda fede cristiana e così creava dei macchinari con i quali poteva portare la comunione eucaristica agli ammalati.
Gran parte del suo tempo lo dedicava alla preghiera, esprimendo particolare devozione a Cristo Crocifisso, del quale portava spesso un'immagine sul suo petto.
Nel 1460 entrò a far parte dei Canonici regolari della penitenza dei Beati Martiri di Bystrzyca, in Lituania, venendo ammesso come novizio.
Dopo alcuni mesi, fu inviato in un convento di Cracovia, in cui emise la professione religiosa nelle mani del padre generale dell'Ordine.
Nel 1461 iniziò a studiare arti liberali presso l'Akademia Krakowska, oggi Università Jagellonica, conseguendo nel 1465 il baccalaureato in teologia.
Fu amico di diversi religiosi polacchi di quel periodo, tra i quali si ricordano: san Giovanni da Kęty, san Simone da Lipnica, san Stanislao Casimiritano, il beato Ladislao da Gielniów, padre Świętosław Milczący e padre Izajasz Boner.
Nonostante la sua vocazione religiosa, rinunciò ad essere ordinato sacerdote e preferì mantenere la sua condizione di laico all'interno della congregazione.
Condusse la sua vita a Cracovia, nel monastero annesso alla chiesa di San Marco, dedicando il suo tempo alla contemplazione della Passione di Cristo.
Spesso pregava davanti all'immagine della Madonna, in seguito chiamata Madre di Dio Giedroyova, e davanti al grande Crocifisso situato su un'arcata del coro della chiesa, che è stato sostituito con una copia del XVIII secolo ed è stato posto sull'altare centrale.
Al termine della preghiera e della contemplazione, eseguiva i compiti del sacrestano. Un giorno dichiarò al suo confessore, Giovanni di Żmigród, che Cristo gli parlò dalla croce e gli disse: "Sii paziente fino alla morte e ti darò la corona della vita".
Condusse la sua vita in profonda penitenza e mortificazione,  mangiando esclusivamente pane con un po' di sale, essendo vegetariano, e lacerando il suo stesso corpo con i colpi di frusta. Inoltre era fisicamente provato dai continui attacchi del demonio ed era in grado di prevedere realtà future. Uno stile di vita così rigido gli provocò un indebolimento del corpo e aggravò le sue condizioni di salute.
Morì il 4 maggio 1485 mentre pregava in ginocchio insieme ai suoi confratelli.